# 大手公園 (大分市)
大手公園（おおてこうえん）は、大分県大分市府内町3丁目にある都市公園（街区公園）である。

## 概要
北側で国道197号（昭和通り）、東側で遊歩公園通りに面する角地にあり、それぞれの通りを挟んで北側には府内城址、東側には大分県庁が位置する。かつて大分県議会議事堂があった場所で、戦災復興土地区画整理事業により整備され、1952年（昭和27年）3月31日に開園した。面積は、3,500m2。大分県庁等に近いことから、各種の集会の会場として用いられることが多い。
公園の北東角には聖フランシスコ・ザビエル像が設置され、公園のシンボル的存在となっている。これは、フランシスコ・ザビエルが1551年に府内を訪れてキリスト教の布教を行ったことに因むものである。彫刻家佐藤忠良による1969年の作品で、この像のザビエルは、日本に来航した航路を示した世界地図を背景に、十字架を持った左手を胸に置き、右手を斜めに上げている。
また、公園内には樹高8m、幹周5.22m（以上、2006年度調査数値）、樹齢300年（指定当時）のソテツがあり、1974年（昭和49年）2月1日に大分市指定名木9号に指定されている。
1993年（平成5年）に開始された大分市の公園リフレッシュ事業では、ふないアクアパーク、ジャングル公園、若草公園に次いで、本公園を隣接する遊歩公園と一体に整備する計画とされていた。しかし、その後再整備は行われておらず、2012年（平成24年）8月9日に開催された第9回大分都心南北軸整備に関する意見交換会の資料では、本公園の再整備は、概ね10年以内に着手又は事業化する中期事業と位置づけられている。
大分駅再開発に伴い、駅前に大友義鎮（宗麟）のもとで南蛮文化を受容した時代を表す像を集め、その一環として本公園内にある聖フランシスコ・ザビエル像を府内中央口（北口）駅前広場に移設する計画があったが、2015年（平成27年）3月21日にオープンした府内中央口（北口）駅前広場には以前からあった大友宗麟像に加えて、新たに制作されたザビエル像が設置され、本公園のザビエル像の移設は行われなかった。